# Stork
Pour les articles homonymes, voir Stork (homonymie).
Stork Technical Services est une entreprise néerlandaise spécialisée dans le service technique à l'industrie pétrolière, gazière, chimique et de l'énergie ; essentiellement dans l'entretien et la maintenance. Elle siège à Utrecht. Stork est sortie de l'indice AMX depuis 2008, avant d'abandonner l'aéronautique en donnant son indépendance à Fokker Technologies. Son activité s'étend sur trois zones principales : l'Europe, l'Asie et Moyen-Orient, le continent américain.
Depuis 2012 les trois entités Stork B.V., Stork Technical Services et Fokker Technologies ont leur propre conseil d'administration et fonctionnent de manière autonome. 

## Historique
L'entreprise démarre en 1865 sous le nom Gebr. Stork & Co., à Borne aux Pays-Bas, sous l'impulsion de Charles Theodoor Stork (1822-1895) dans la fabrication de machines pour l'industrie textile. En 1868 l'usine est relocalisée à Hengelo, où Stork travaille avec Jurriaan Engelbert Stork (1828-1893), son frère, et Hendrik Jan Ekker. La compagnie se distingue rapidement par un mode d'administration social et une recherche constante d'innovation ; en créant par exemple le premier fonds de pension néerlandais en 1881. Elle passe de l'entretien des machines-outils au développement de ses propres machines à vapeur pour la filature et le tissage. Toutefois, devant la stagnation du marché de l'industrie textile, Stork se diversifie sur d'autres segments, comme les chaudières pour navire à vapeur, et présente à l'occasion de l'Exposition universelle de Paris en 1878 un moteur à vapeur horizontal. Elle équipera ensuite l'industrie de la canne à sucre en pleine expansion à Java, dès 1883, lui conférant une expertise qui lui donnera la primeur d'équiper Cuba en 1910. Dans son essor, Stork fournira des génératrices à vapeur à diverses compagnies de production d'électricité, comme à la Twentsch Centraal Station en 1901 ou pour la Electrische Stroom der Staatsmijnen en 1908.
Son succès tient à la constitution d'un vaste réseau mêlant revendeurs, installateurs et financiers, comme W. Hubert & Co., P.M. Duyvis & Co. ou Duintjer. Avec certains d'entre eux, Stork a contribué à façonner la puissance industrielle néerlandaise comme la Werkspoor (machines à vapeur), ou la Koninklijke Nederlandse Hoogovens en Staalfabrieken (KNHS), propriété de Tata Steel depuis 2007 et renommée Tata Steel Europe en 2010.
Stork continue sa diversification après la Première guerre mondiale, dans des secteurs aussi variés que les engins de construction, les pompes, les remorqueurs ou l'alimentaire, et traverse la crise de 1929 tant bien que mal en diminuant les rémunérations. La Seconde guerre mondiale enverra, elle, 500 employés au travail forcé dans des usines allemandes. En dépit de ces sombres périodes Stark reprend sa progression et décide, en 1954, de se doter d'une nouvelle assise industrielle en fusionnant avec Werkspoor à Amsterdam, pour devenir le groupe Verenigde Machinefabrieken (VMF) fort de plus de 10 000 collaborateurs. Ce dernier produira entre autres de la machinerie lourde, des stérilisateurs pour l'agroalimentaire, des machines d'impression sur tissu. L'éventail s'étend encore avec l'acquisition de Beijnes en 1959, spécialisé dans le matériel roulant (train, tram, bus...) à Haarlem.

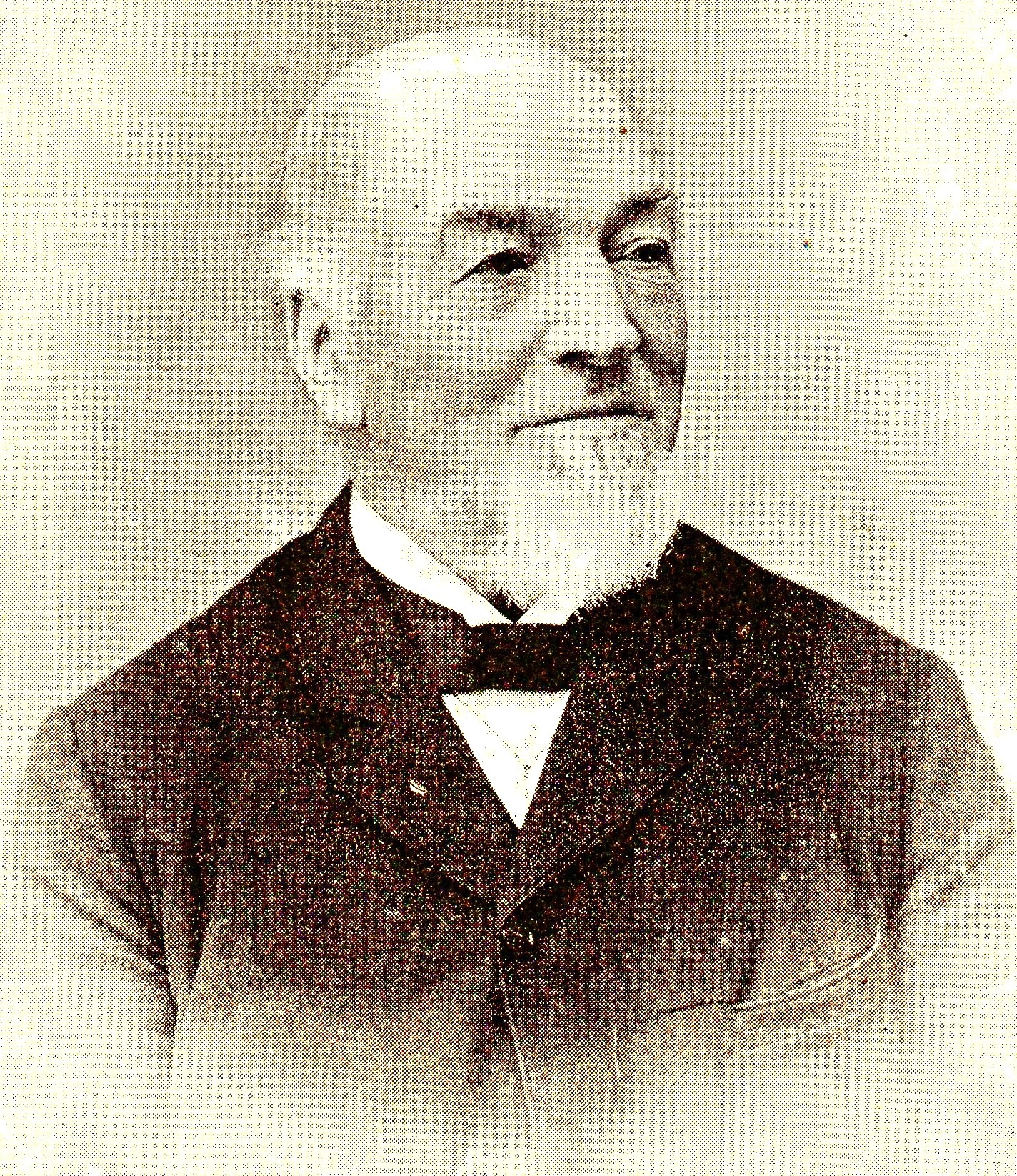
Charles Theodoor Stork, le fondateur

Les années 1960 marquent un déclin progressif du groupe VMF. Malgré de nombreuses acquisitions supplémentaires, Machinefabriek Hense en 1965 ou Kromhout en 1966, les parts de marché s'amenuisent et les licenciements se multiplient. En 1968 le groupe rachète Bronswerk au chantier naval Wilton-Fijenoord, une entreprise spécialisée dans la maintenance des installations gazières et pétrolière. VMF devient alors Verenigde Machinefabrieken-Stork (VMF-Stork). En 1969 la division des trains et moteurs diesel est cédée, le groupe réorganise les sites de Hengelo et envisage la fermeture des fonderies, tout comme à Utrecht. La situation empire et le groupe décide une complète réorganisation de ses activités, passant de 26 000 employés en 1968 à 12 000 en 1983 par abandon progressif de l'industrie lourde. Cette cure permet à VMF-Stork d'acquérir Nolte Eindhoven en 1989 (éclairage), le cabinet d'ingénierie Comprimo en 1994, Fokker Aviation en 1996. Le groupe profitera de ce changement stratégique pour changer de nom, et devenir Stork B.V. en 1992.
En 2007 le groupe comprendra 4 pôles principaux ; Stork Prints (impression textile), Stork Food Systems (volaille), Stork Industry Services (assistance technique) et Fokker Aerospace Group (aérospatial). Mais face à de nouvelles difficultés, deux actionnaires principaux — les fonds d'investissement Centaurus et Paulson —  proposent l'abandon de certaines activités et la division du groupe en entités saines. Le Britannique Candover engagé pour l'opération vend Stork Food Systems à l'Islandais Marel, se débarrasse de Stork Prints et recentre les activités sur l'assistance technique et l'aérospatial. En 2009 Stork dote Fokker d'une administration indépendante, acquiert en 2010 RigBlast Group Ltd (RBG), spécialisé dans l'industrie gazière et pétrolière offshore, et change de nom pour devenir Stork Technical Services. En avril 2011 le fonds d'investissement britannique Arle Capital rachète Candover, et propose en 2012 trois entités indépendantes Stork B.V., Stork Technical Services et Fokker Technologies.
En juillet 2015, GKN acquiert Fokker Technologies pour 706 millions d'euros. En décembre 2015, Fluor annonce l'acquisition pour 755 millions de dollars de Stork.